# Championnat de France de basket-ball 1958-1959
Navigation
Saison précédente Saison suivante
La saison 1958-1959 du championnat de France de basket-ball de Nationale est la 37e édition du championnat de France masculin de basket-ball. Le championnat de Nationale de basket-ball est le plus haut niveau du championnat de France.

## Présentation
Seize clubs participent à la compétition, répartis en deux poules de huit. La victoire rapporte 3 points et la défaite 1 point. 
Deux innovations sont appliquées à partir de cette saison : la règle des 30 secondes de possession de balle pour prendre un tir et prolongations de 5 minutes en cas de match nul.
Le tenant du titre, Mézières, va tenter de gagner un 2e titre sous son nouveau nom de Charleville.
Antibes, Billancourt, Bucaille et Toulouse sont les quatre équipes promues pour cette saison.
Montferrand, 7e, Bucaille, 8e pour la Poule A, Nantes, 7e et Le Havre, 8e pour la Poule B sont les quatre équipes reléguées à l'issue de cette saison.
La Chorale de Roanne, entraînée par l'ancien international André Vacheresse, remporte le championnat pour la première fois de son histoire.
Robert Monclar (Racing C.F.) est le meilleur marqueur du championnat de France avec 318 points (moyenne de 22,7).

## Clubs participants
Poule A
- Cercle Sportif Municipale d’Auboué
- Amicale Bucaille de Boulogne/Mer
- Etoile de Charleville
- Association Sportive Montferrandaise
- Racing Club de France
- Groupe Sportif de la Chorale Mulsan de Roanne
- Association Sportive Stéphanoise
- Racing Club Municipal de Toulouse

Poule B
- Olympique d'Antibes Juan-les-Pins
- Club olympique de Billancourt
- Caen Basket Calvados
- Union Sportive de Saint Thomas du Havre
- Football Club de Mulhouse
- Atlantique Basket Club de Nantes
- Paris Université Club
- Association Sportive de Villeurbanne Eveil Lyonnais

## Classement final de la saison régulière
La victoire rapporte 3 points et la défaite 1 point.
En cas d’égalité, les équipes sont départagées à l’aide de la différence de points particulière.
Les deux premiers de chaque poule sont qualifiés pour les demi-finales.
Poule A
| Rang | Équipe             | Pts | J  | G  | P  | Pp  | Pc   | Diff |
| ---- | ------------------ | --- | -- | -- | -- | --- | ---- | ---- |
| 1    | Charleville (+2)   | 38  | 14 | 12 | 2  | 966 | 741  | 225  |
| 2    | Roanne (-2)        | 38  | 14 | 12 | 2  | 956 | 805  | 151  |
| 3    | Auboué (+8)        | 30  | 14 | 8  | 6  | 899 | 812  | 87   |
| 4    | Saint Etienne (-8) | 30  | 14 | 8  | 6  | 959 | 915  | 44   |
| 5    | Racing C.F.        | 26  | 14 | 6  | 8  | 852 | 836  | 16   |
| 6    | Toulouse           | 24  | 14 | 5  | 9  | 772 | 809  | -37  |
| 7    | Montferrand        | 20  | 14 | 3  | 11 | 811 | 1045 | -234 |
| 8    | Bucaille           | 18  | 14 | 2  | 12 | 699 | 951  | -252 |

Poule B
| Rang | Équipe            | Pts | J  | G  | P  | Pp  | Pc  | Diff |
| ---- | ----------------- | --- | -- | -- | -- | --- | --- | ---- |
| 1    | Paris U.C.        | 36  | 14 | 11 | 3  | 853 | 740 | 113  |
| 2    | ASVEL (+16)       | 34  | 14 | 10 | 4  | 852 | 777 | 75   |
| 3    | Billancourt (-16) | 34  | 14 | 10 | 4  | 861 | 755 | 106  |
| 4    | Mulhouse          | 28  | 14 | 7  | 7  | 832 | 867 | -35  |
| 5    | Antibes (+3)      | 24  | 14 | 5  | 9  | 782 | 827 | -45  |
| 6    | Caen (0)          | 24  | 14 | 5  | 9  | 787 | 818 | -31  |
| 7    | Nantes (-3)       | 24  | 14 | 5  | 9  | 832 | 897 | -65  |
| 8    | Le Havre          | 20  | 14 | 3  | 11 | 803 | 921 | -118 |

|  | Qualification pour les demi-finales |
|  | Relégation en Excellence            |

## Phase Finale
|  | Demi-finales                                 | Demi-finales                                 |       |    | Finale                                      | Finale                                      |
|  | Demi-finales                                 | Demi-finales                                 |       |    | Finale                                      | Finale                                      |
|  |                                              |                                              |       |    |                                             |                                             |
|  | 14 février 1959 à Paris (Salle de Coubertin) | 14 février 1959 à Paris (Salle de Coubertin) |       |    | 28 février 1959 à Tours (Palais des Sports) | 28 février 1959 à Tours (Palais des Sports) |
|  | 14 février 1959 à Paris (Salle de Coubertin) | 14 février 1959 à Paris (Salle de Coubertin) |       |    | 28 février 1959 à Tours (Palais des Sports) | 28 février 1959 à Tours (Palais des Sports) |
|  | ASVEL                                        | 75                                           |       |    | 28 février 1959 à Tours (Palais des Sports) | 28 février 1959 à Tours (Palais des Sports) |
|  | ASVEL                                        | 75                                           |       |    | 28 février 1959 à Tours (Palais des Sports) | 28 février 1959 à Tours (Palais des Sports) |
|  | Étoile de Charleville-Mézières               | 62                                           |       |    | 28 février 1959 à Tours (Palais des Sports) | 28 février 1959 à Tours (Palais des Sports) |
|  | Étoile de Charleville-Mézières               | 62                                           | ASVEL | 52 |                                             |                                             |
|  | 15 février 1959 à Lyon                       |                                              | ASVEL | 52 |                                             |                                             |
|  |                                              | Chorale Roanne Basket                        | 67    |    |                                             |                                             |
|  | Chorale Roanne Basket                        | Chorale Roanne Basket                        | 67    | 53 |                                             |                                             |
|  | Chorale Roanne Basket                        |                                              |       | 53 |                                             |                                             |
|  | Paris Université Club                        | 51                                           |       |    |                                             |                                             |
|  | Paris Université Club                        | 51                                           |       |    |                                             |                                             |

## Leaders de la saison régulière
| Catégorie        | Joueur         | Équipe      | Statistiques |
| ---------------- | -------------- | ----------- | ------------ |
| Points par match | Robert Monclar | Racing C.F. | 22,7         |